# Strzelectwo na Letnich Igrzyskach Olimpijskich 2016 – pistolet sportowy, 25 m (kobiety)
Strzelanie z pistoletu sportowego z odległości 25 metrów kobiet – konkurencja rozegrana 9 sierpnia 2016 roku podczas letnich igrzysk w Rio de Janeiro.
W kwalifikacjach wystąpiło 40 zawodniczek. Każda z nich oddała razem 60 strzałów. Pierwsze 30 strzałów były oddawane w pięciostrzałowych seriach. Na pięć strzałów uczestniczki miały dokładnie 5 minut. Podczas kolejnych 30 strzałów przypadały trzy sekundy na pojedynczy strzał. Zakres możliwych zdobytych punktów na jeden wystrzał osiągał od 1 do 10 punktu. Osiem najlepszych zawodniczek awansowało do półfinału.
W półfinale każda olimpijka miała pięć pięciostrzałowych serii (razem 25 strzałów). Suma zdobytych punktów decydowała o rozgrywkach medalowych. Ustalona została tabela, gdzie pierwsza z drugą walczyły o złoty medal, natomiast trzecia z czwartą – o brązowy.
Złoty medal zdobyła Greczynka Anna Korakaki, srebrny – Niemka Monika Karsch, a brązowy – Szwajcarka Heidi Diethelm Gerber.

## Terminarz
| Data            | Godzina |                         |
| --------------- | ------- | ----------------------- |
| 9 sierpnia 2016 | 14:00   | Kwalifikacje (precyzja) |
| 9 sierpnia 2016 | 17:00   | Kwalifikacje (szybkość) |
| 9 sierpnia 2016 | 20:30   | Półfinał                |
| 9 sierpnia 2016 | 20:45   | Pojedynek o 3. miejsce  |
| 9 sierpnia 2016 | 20:55   | Finał                   |

## Rekordy
Rekordy świata i olimpijskie przed rozpoczęciem zawodów:
Runda kwalifikacyjna – 60 strzałów
| WR | Diana Jorgowa Tao Luna | 594 | Mediolan Monachium | 31 maja 1994 23 sierpnia 2002 |
| OR | Kim Jang-mi            | 591 | Londyn             | 8 sierpnia 2012               |

Runda finałowa – 25 strzałów
| WR | – | – | – | – |
| OR | – | – | – | – |

## Wyniki
Źródło:

### Kwalifikacje
| Pozycja | Zawodniczka            | Reprezentacja     | Precyzja | Szybkość | Wynik   | Uwagi |
| ------- | ---------------------- | ----------------- | -------- | -------- | ------- | ----- |
| 1       | Zhang Jingjing         | Chiny             | 293-9x   | 299-14x  | 592-23x | , Q   |
| 2       | Anna Korakaki          | Grecja            | 297-11x  | 287-12x  | 584-23x | Q     |
| 3       | Nino Salukwadze        | Gruzja            | 289-8x   | 295-10x  | 584-18x | Q     |
| 4       | Monika Karsch          | Niemcy            | 289-9x   | 294-12x  | 583-21x | Q     |
| 5       | Antoaneta Bonewa       | Bułgaria          | 293-7x   | 290-8x   | 583-15x | Q     |
| 6       | Jo Yong-suk            | Korea Północna    | 289-11x  | 293-11x  | 582-22x | Q     |
| 7       | Heidi Diethelm Gerber  | Szwajcaria        | 291-13x  | 291-8x   | 582-21x | Q     |
| 8       | Jekatierina Korszunowa | Rosja             | 292-12x  | 290-9x   | 582-21x | Q     |
| 9       | Kim Jang-mi            | Korea Południowa  | 288-11x  | 294-9x   | 582-20x |       |
| 10      | Zsófia Csonka          | Węgry             | 288-9x   | 293-10x  | 581-19x |       |
| 11      | Cogbadrachyn Mönchdzul | Mongolia          | 289-4x   | 291-11x  | 580-15x |       |
| 12      | Otrjadyn Gündegmaa     | Mongolia          | 284-7x   | 295-11x  | 579-18x |       |
| 13      | Witalina Bacaraszkina  | Rosja             | 289-7x   | 289-17x  | 578-24x |       |
| 14      | Lalita Yauhleuskaya    | Australia         | 290-10x  | 288-9x   | 578-19x |       |
| 15      | Klaudia Breś           | Polska            | 291-9x   | 287-8x   | 578-17x |       |
| 16      | Renáta Tobai-Sike      | Węgry             | 288-9x   | 289-8x   | 577-17x |       |
| 17      | Hwang Seong-eun        | Korea Południowa  | 288-6x   | 289-8x   | 577-14x |       |
| 18      | Yu Ai-wen              | Chińskie Tajpej   | 288-9x   | 289-4x   | 577-13x |       |
| 19      | Zorana Arunović        | Serbia            | 293-13x  | 283-4x   | 576-17x |       |
| 20      | Heena Sidhu            | Indie             | 286-8x   | 290-8x   | 576-16x |       |
| 21      | Bobana Veličković      | Serbia            | 295-9x   | 281-4x   | 576-13x |       |
| 22      | Ołena Kostewycz        | Ukraina           | 292-12x  | 283-6x   | 575-18x |       |
| 23      | Pim-on Klaisuban       | Tajlandia         | 287-7x   | 288-5x   | 575-12x |       |
| 24      | Wiktorija Czajka       | Białoruś          | 292-6x   | 283-5x   | 575-11x |       |
| 25      | Afaf El-Hodhod         | Egipt             | 293-13x  | 280-10x  | 573-23x |       |
| 26      | Stéphanie Tirode       | Francja           | 288-9x   | 285-5x   | 573-14x |       |
| 27      | Wu Chia-ying           | Chińskie Tajpej   | 284-12x  | 288-8x   | 572-20x |       |
| 28      | Golnoush Sebghatollahi | Iran              | 291-8x   | 281-8x   | 572-16x |       |
| 29      | Teo Shun Xie           | Singapur          | 286-7x   | 285-10x  | 571-17x |       |
| 30      | Chen Ying              | Chiny             | 287-9x   | 283-14x  | 570-23x |       |
| 31      | Elena Galiabovitch     | Australia         | 285-12x  | 284-8x   | 569-20x |       |
| 32      | Tanyaporn Prucksakorn  | Tajlandia         | 282-8x   | 286-6x   | 568-14x |       |
| 33      | Enkelejda Shehu        | Stany Zjednoczone | 285-7x   | 282-13x  | 567-20x |       |
| 34      | Akiko Sato             | Japonia           | 282-6x   | 283-7x   | 565-13x |       |
| 35      | Sonia Franquet         | Hiszpania         | 286-10x  | 278-5x   | 564-15x |       |
| 36      | Eleanor Bezzina        | Malta             | 283-7x   | 279-7x   | 562-14x |       |
| 37      | Andrea Pérez Peña      | Ekwador           | 279-4x   | 282-7x   | 561-11x |       |
| 38      | Lynda Kiejko           | Kanada            | 269-3x   | 283-5x   | 552-8x  |       |
| 39      | Mathilde Lamolle       | Francja           | 287-10x  | 263-8x   | 550-18x |       |
| 40      | Olfa Charni            | Tunezja           | 289-8x   | 20-1x    | 309-9x  |       |

### Półfinał
| Pozycja | Zawodniczka            | Reprezentacja  | Wynik | Uwagi                           |
| ------- | ---------------------- | -------------- | ----- | ------------------------------- |
| 1       | Anna Korakaki          | Grecja         | 19    | , Awans do finału               |
| 2       | Monika Karsch          | Niemcy         | 18    | Awans do finału                 |
| 3       | Zhang Jingjing         | Chiny          | 17    | Awans do pojedynku o 3. miejsce |
| 4       | Heidi Diethelm Gerber  | Szwajcaria     | 17    | Awans do pojedynku o 3. miejsce |
| 5       | Jekatierina Korszunowa | Rosja          | 16    |                                 |
| 6       | Nino Salukwadze        | Gruzja         | 14    |                                 |
| 7       | Jo Yong-suk            | Korea Północna | 12    |                                 |
| 8       | Antoaneta Bonewa       | Bułgaria       | 11    |                                 |

### Finał
| Pozycja | Zawodniczka   | Reprezentacja | Wynik | Uwagi |
| ------- | ------------- | ------------- | ----- | ----- |
|         | Anna Korakaki | Grecja        | 8     |       |
|         | Monika Karsch | Niemcy        | 6     |       |

### Pojedynek o 3. miejsce
| Pozycja | Zawodniczka           | Reprezentacja | Wynik | Uwagi |
| ------- | --------------------- | ------------- | ----- | ----- |
|         | Heidi Diethelm Gerber | Szwajcaria    | 8     |       |
| 4       | Zhang Jingjing        | Chiny         | 4     |       |